# VinBus

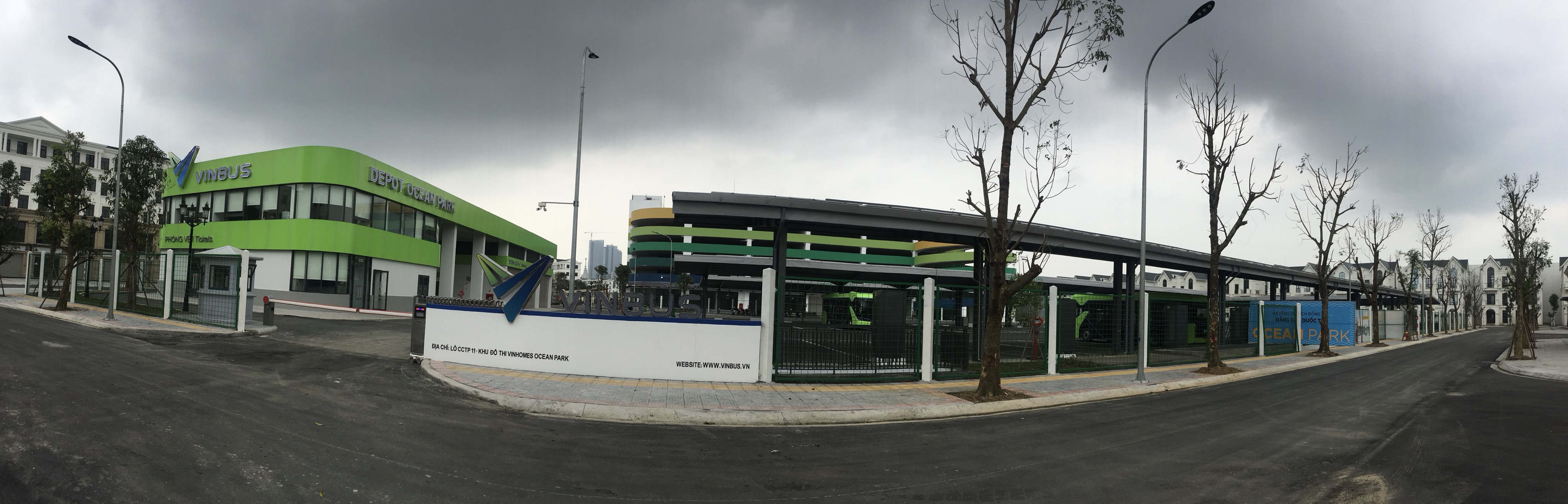
Văn phòng điều hành, bãi đỗ xe, trạm sạc và xưởng dịch vụ VinBus tại Ocean Park

Công ty TNHH Dịch vụ Vận tải Sinh thái VinBus (VinBus LLC) là thương hiệu vận tải hành khách công cộng thuộc Tập đoàn Vingroup, được thành lập vào 25/04/2019 với tổng số vốn điều lệ 1000 tỷ đồng.
VinBus vận hành theo mô hình phi lợi nhuận, với mục tiêu hàng đầu là góp phần xây dựng nền giao thông công cộng xanh văn minh, hiện đại, giảm thiểu ô nhiễm không khí và tiếng ồn đô thị tại Việt Nam.

## Lịch sử
2018
VinFast thuộc VinGroup ký hợp đồng với Siemens chuyển giao công nghệ sản xuất động cơ và hợp đồng mua bán hàng hóa linh kiện để phát triển dòng xe buýt điện. Dự kiến VinBus vận hành từ tháng 3 năm 2020 tại 5 thành phố Hà Nội, TPHCM, Hải Phòng, Đà Nẵng và Cần Thơ. Nhưng ảnh hưởng của đại dịch COVID-19 đã khiến kế hoạch bị trì hoãn.
2019
Ngày 25 tháng 4 năm 2019, VinGroup thành lập Công ty TNHH Dịch vụ Vận tải Sinh thái VinBus hoạt động trong lĩnh vực kinh doanh dịch vụ vận tải bằng xe buýt thuần điện do VinFast sản xuất.
2020
Ngày 20 tháng 10, những mẫu xe buýt điện đầu tiên đã hoàn thành chạy thử nghiệm tại khu vực nhà máy VinFast tại khuôn viên Đình Vũ – Cát Hải. Việc kiểm soát vận hành xe được phát triển thông qua sự hợp tác với Advantech.
VinBus và Star Charge đã ký hợp đồng hợp tác xây dựng hệ thống trạm sạc xe buýt điện đầu tiên tại Việt Nam, hướng tới quy mô lớn nhất Asean.
2021

Sáng 8-4, Công ty TNHH Dịch vụ vận tải VinBus chính thức khai trương và đưa vào vận hành tuyến xe buýt điện thông minh đầu tiên của Việt Nam

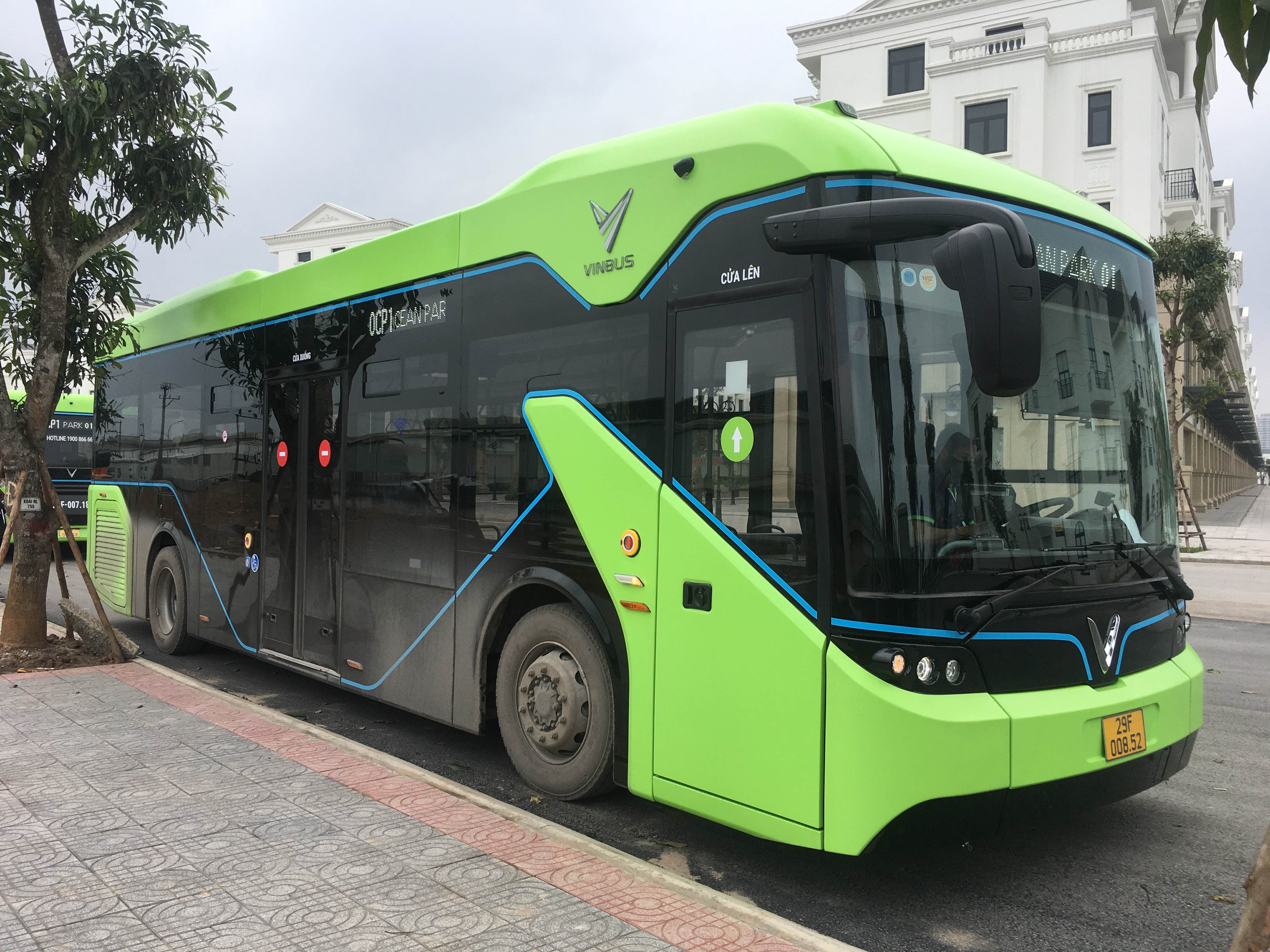
VinBus chạy nội bộ khu VinHomes Ocean Park

Đầu tháng 2, Napas kết hợp với VinBus áp dụng giải pháp thanh toán thẻ vé điện tử trên xe buýt. Xe chính thức đi vào vận hành nội bộ khu Vinhomes Ocean Park từ ngày 8 tháng 4.
Ngày 2-12, tại quận Nam Từ Liêm, Trung tâm Quản lý giao thông công cộng thành phố Hà Nội (Sở Giao thông - Vận tải Hà Nội) và Công ty TNHH Dịch vụ sinh thái Vinbus (Tập đoàn Vingroup) khai trương tuyến buýt điện đầu tiên tại Việt Nam
2022
Sáng 8/3 Công ty TNHH Dịch vụ vận tải VinBus (tập đoàn VinGroup) chính thức khai trương và đưa vào vận hành tuyến xe buýt điện đầu tiên tại Tp.HCM 

## Lãnh đạo
- Phó Tổng Giám Đốc: Nguyễn Văn Thanh[15][16][17]

## Phương tiện
Xe

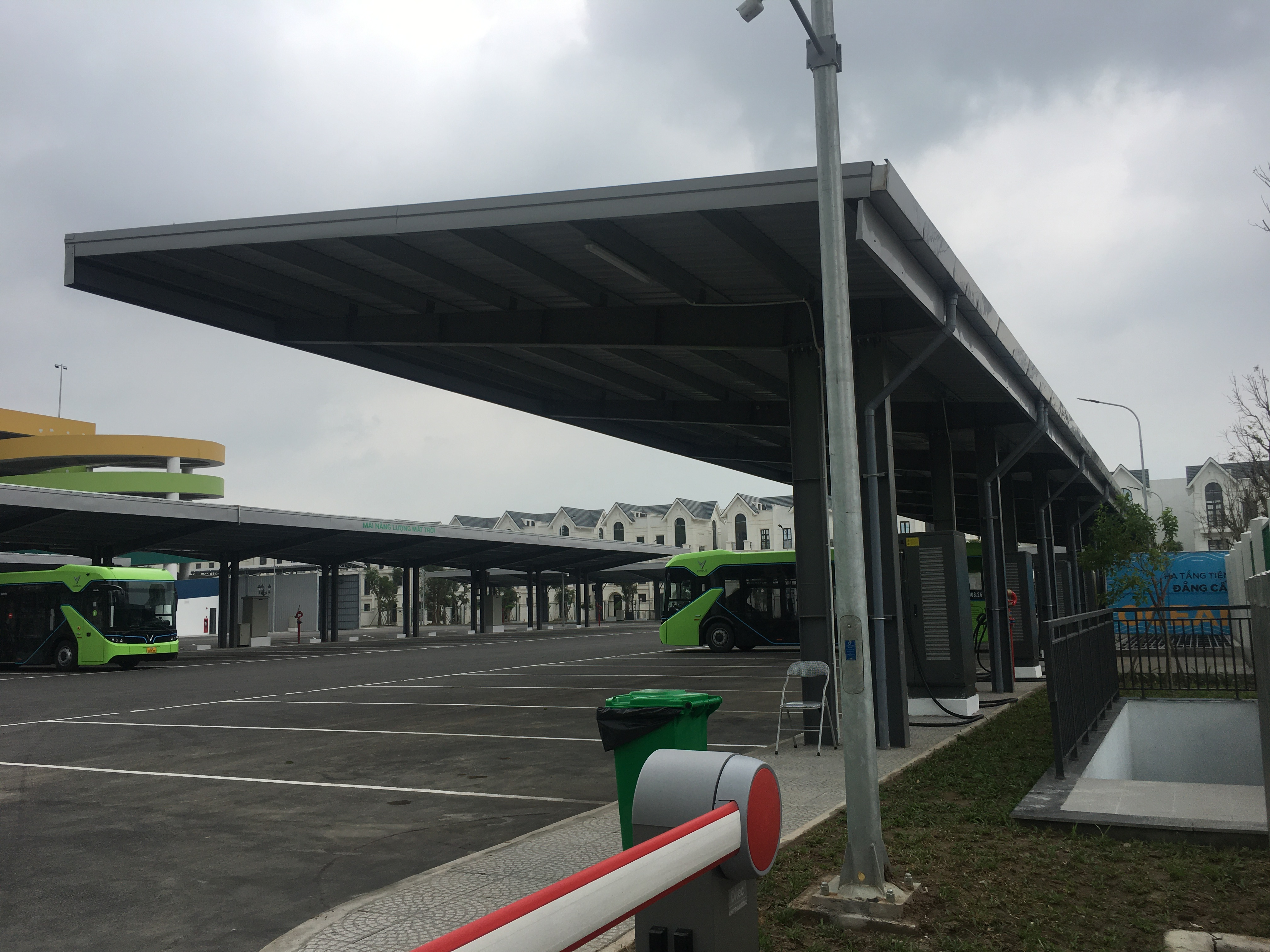
Trạm sạc kiêm bãi đỗ xe buýt điện với mái là các tấm pin mặt trời

VinBus sử dụng xe buýt chạy điện có 2 màu chủ đạo là xanh lá cây và đen, sử dụng pin 281 kWh có khả năng di chuyển 220 - 260 km trong 1 lần sạc. Xe có thể nâng, hạ thân xe giúp dễ dàng lên xuống cho người già, trẻ em, người khuyết tật; cửa sau còn có nút bấm để giúp tài xế nhận biết người khuyết tật chuẩn bị lên xe. Trên xe, xe lăn và xe nôi cũng có khu vực đỗ được thiết kế riêng để đảm bảo an toàn. Xe cung cấp WiFi miễn phí, có cổng sạc USB trên xe, có thể thanh toán vé xe bằng thẻ hoặc Napas, theo dõi tuyến đường cũng như gửi góp ý qua ứng dụng di động.
Trạm sạc
Trạm sạc nhanh 150 kW có thể sạc đầy xe trong tối đa 2 giờ. Mái trạm có mái sử dụng các tấm pin năng lượng mặt trời

## Danh sách tuyến
Hà Nội
1. Bến xe Mỹ Đình – Vinhomes Ocean Park (E01)[1][20]
2. Hào Nam – Vinhomes Ocean Park (E02)[21]
3. Mỹ Đình (Hàm Nghi) – Vinhomes Ocean Park (E03)[1][22]
4. Vincom Long Biên – Vinhomes Smart City (E04)
5. Long Biên – Cầu Giấy – Vinhomes Smart City (E05)[1][23]
6. Bến xe Giáp Bát - Vinhomes Smart City (E06)[24]
7. Long Biên – Bờ Hồ – Vinhomes Smart City (E07)[25]
8. Khu liên cơ quan sở ngành Hà Nội – Khu đô thị Times City (E08)
9. Vinhomes Smart City – Công viên nước Hồ Tây - Khu liên cơ quan sở ngành Hà Nội (E09)
10. Vinhomes Ocean Park – Sân bay Nội Bài (E10)
11. Nội liên khu Vinhomes Ocean Park 1, 2, 3 (OCP1)
12. Nội khu Ocean Park 2, 3 (OCP2)[26]
13. Royal City - Times City - Ocean City (OCT1)
14. Nhà Hát Lớn - Ocean City (OCT2)[27]
15. Nội khu Vinhomes Smart City (SMC1)

##### Hải Phòng
1. Vincom Imperia - Nhà Hát Lớn - Vinhomes Royal Island (HP1)
2. Vinhomes Marina - Lạch Tray - Vinhomes Royal Island (HP2)[28]

##### Nha Trang
1. Sân bay Cam Ranh - Vinpearl Nha Trang (16-2)
2. Nhà Hát Đó - Bến Du Thuyền Ana Marina - Vinpearl Nha Trang (23)

TPHCM
1. Vinhomes Grand Park – Bến xe bus Quận 1, TP.HCM (D4)[30]
2. Nội khu Vinhomes Grand Park (GRP1)
3. Vinhomes Grand Park - Bến Bạch Đằng - Vinhomes Grand Park (GRP03)[31]
4. The Global City - Techcombank Lê Duẩn (TGC1)

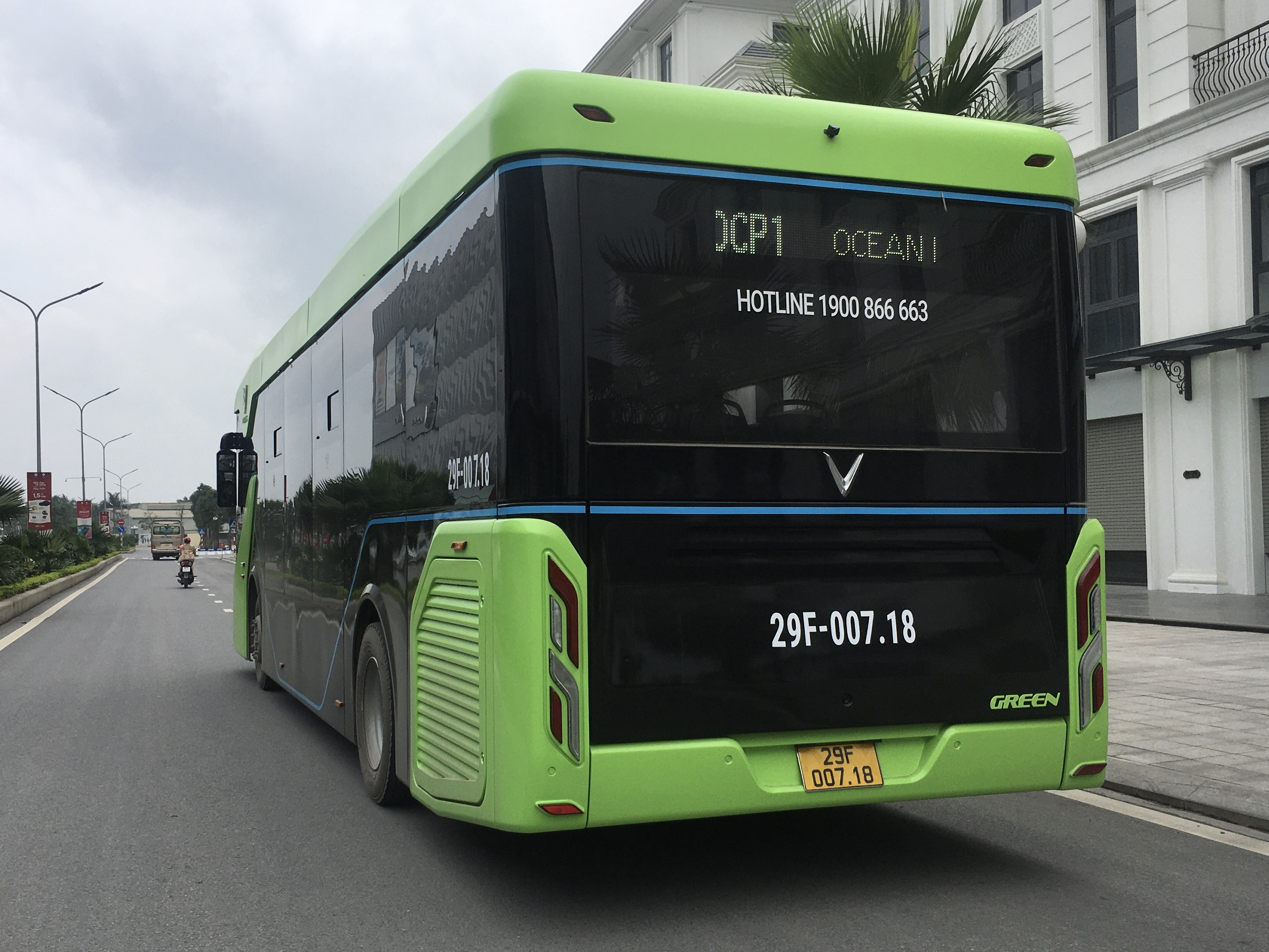
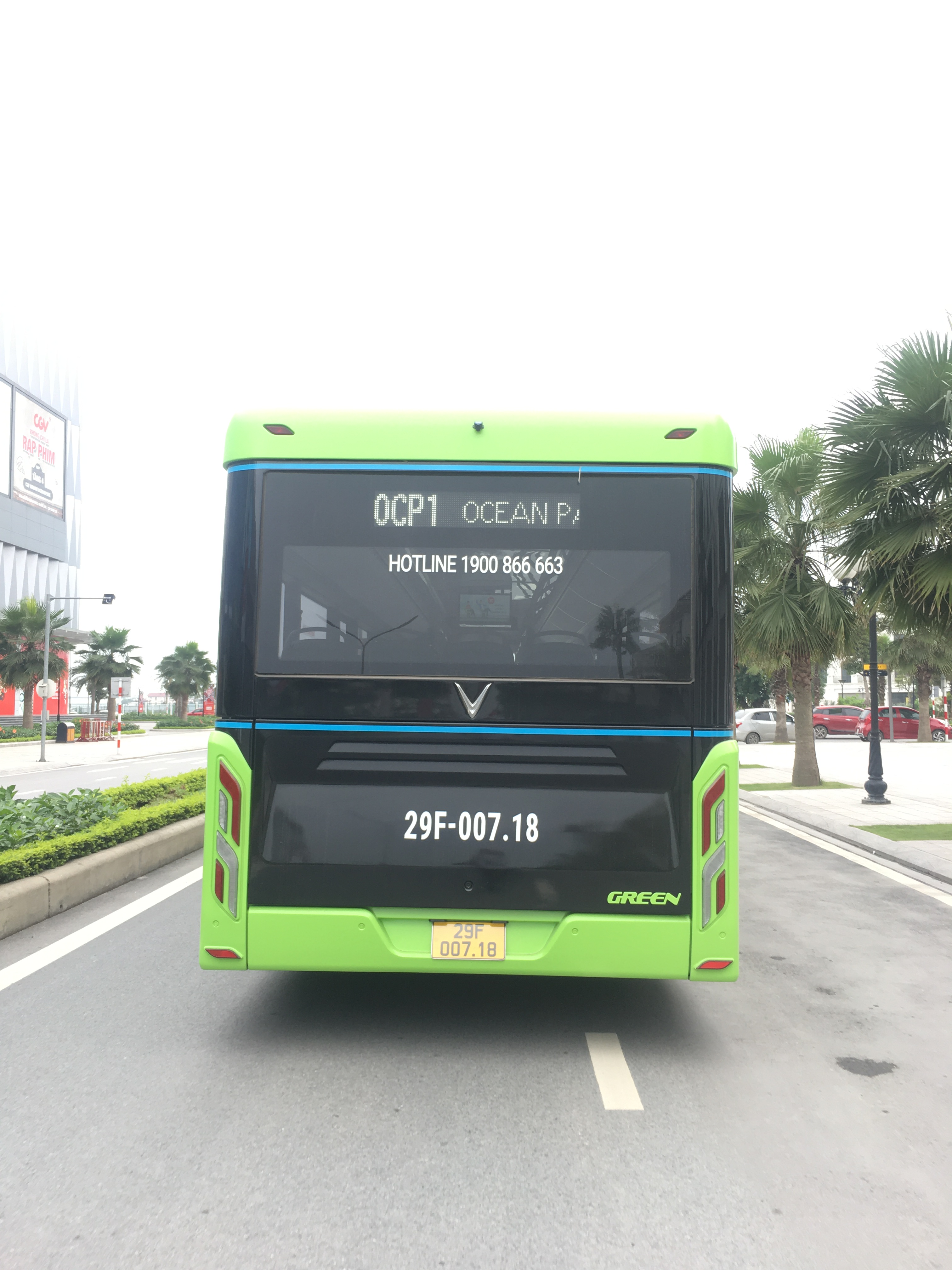
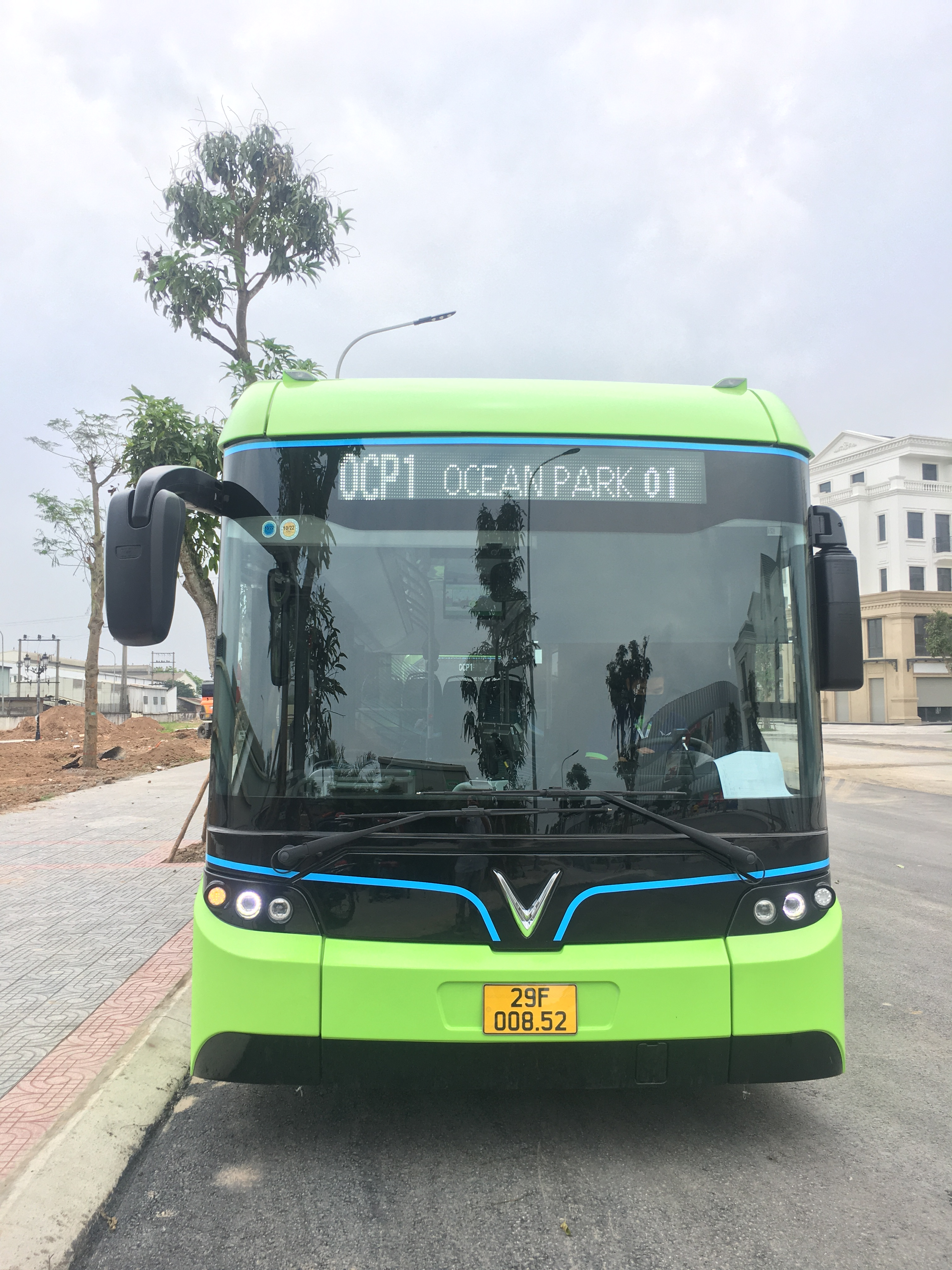
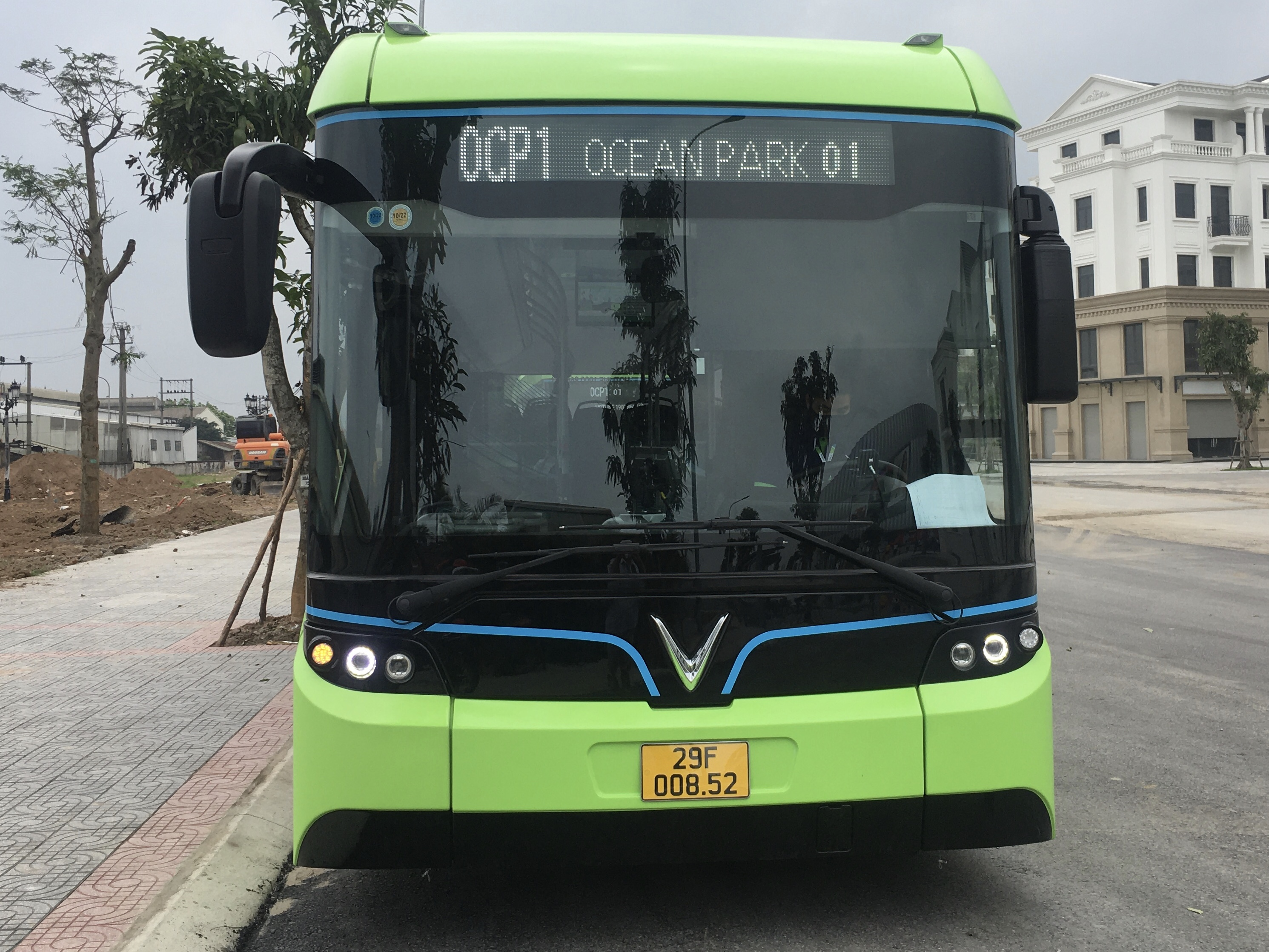
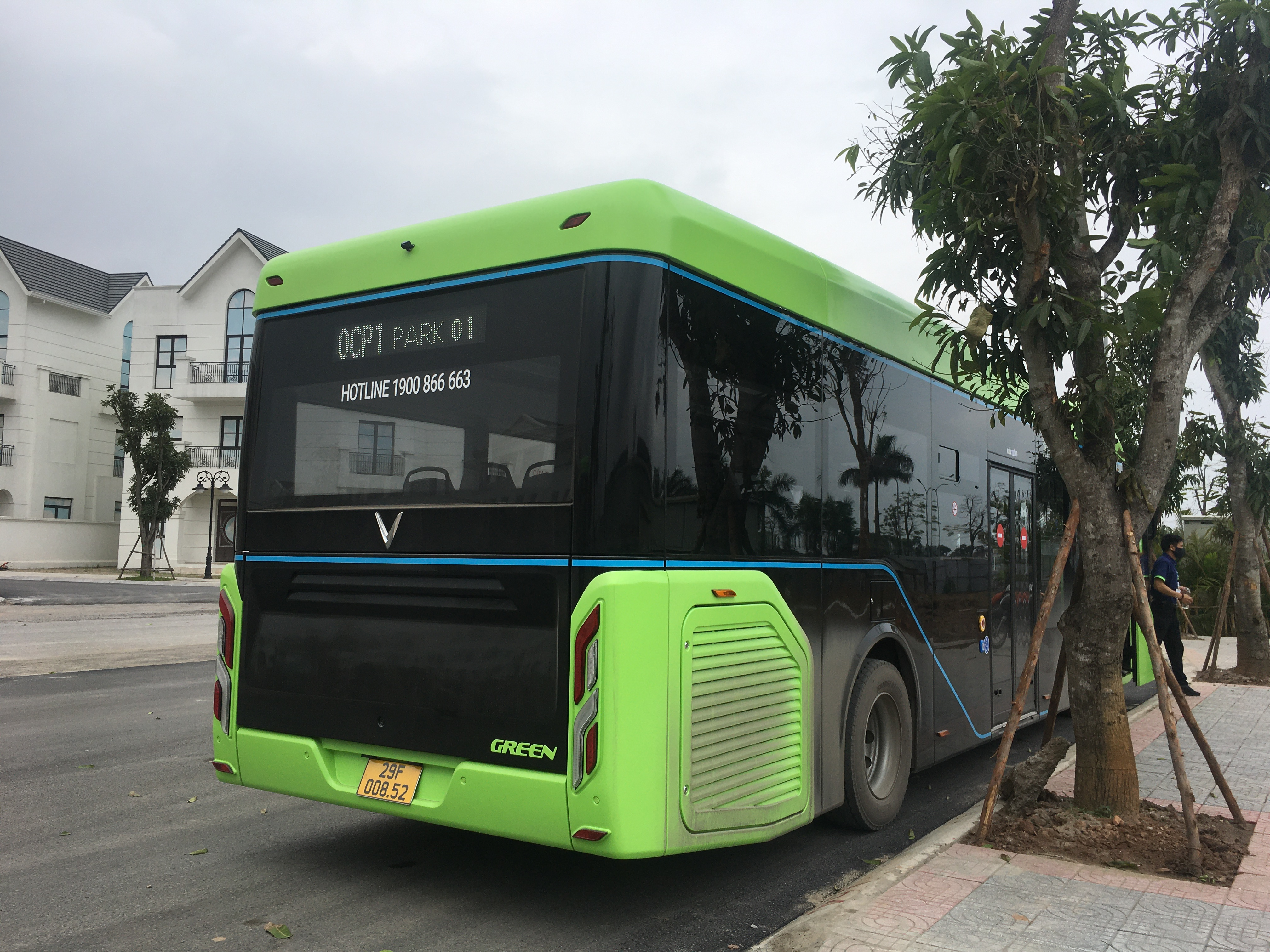
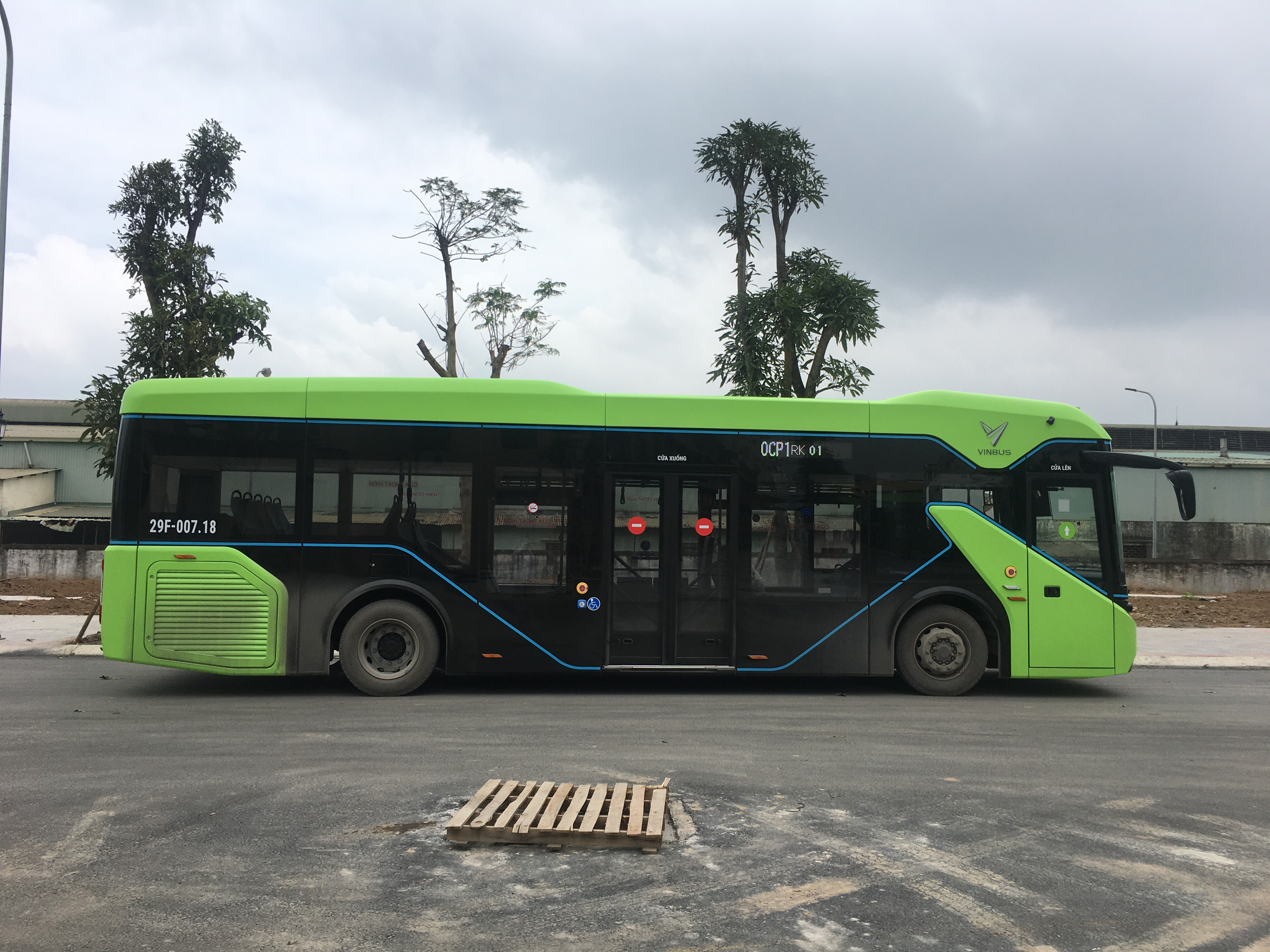
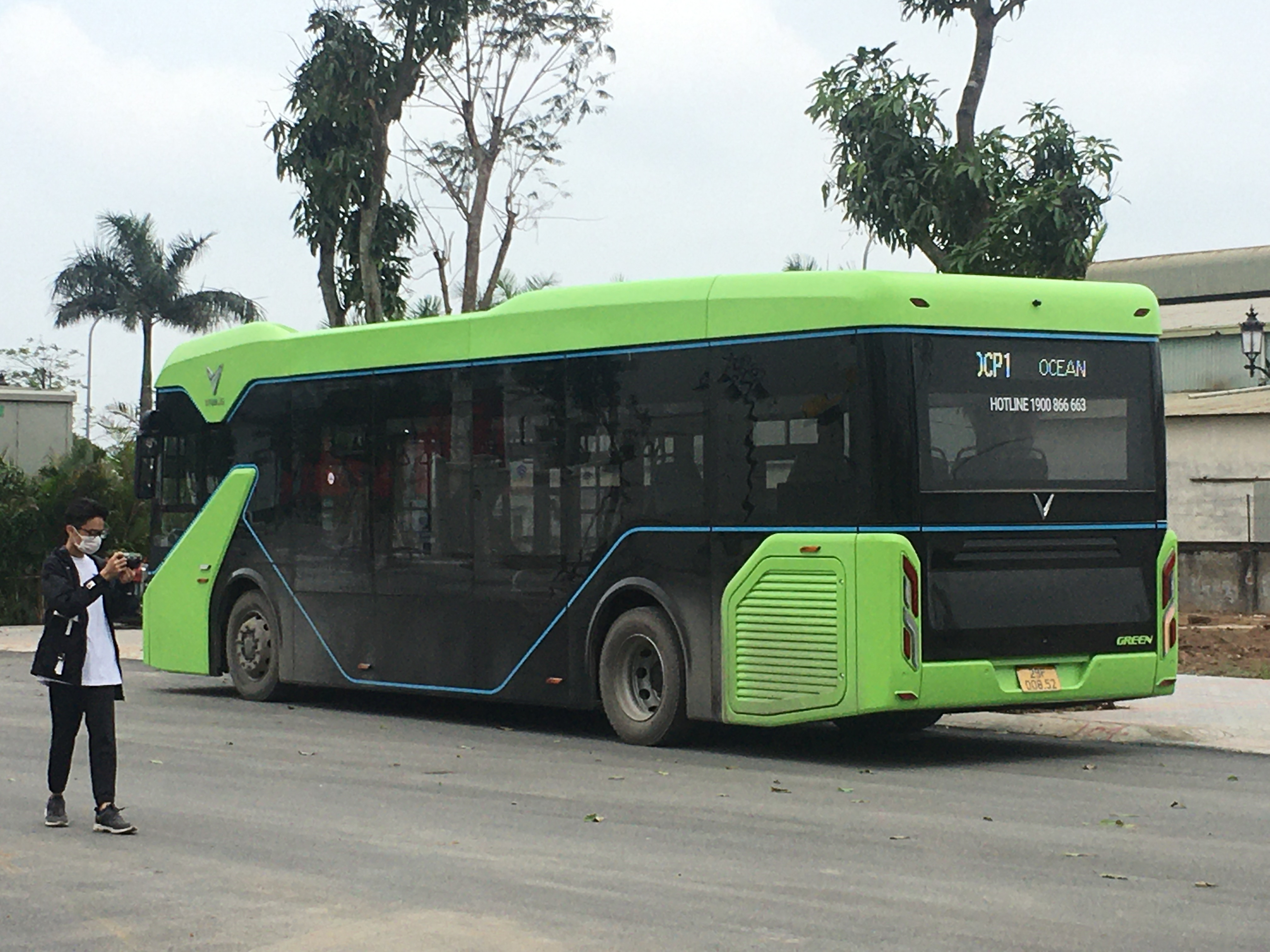
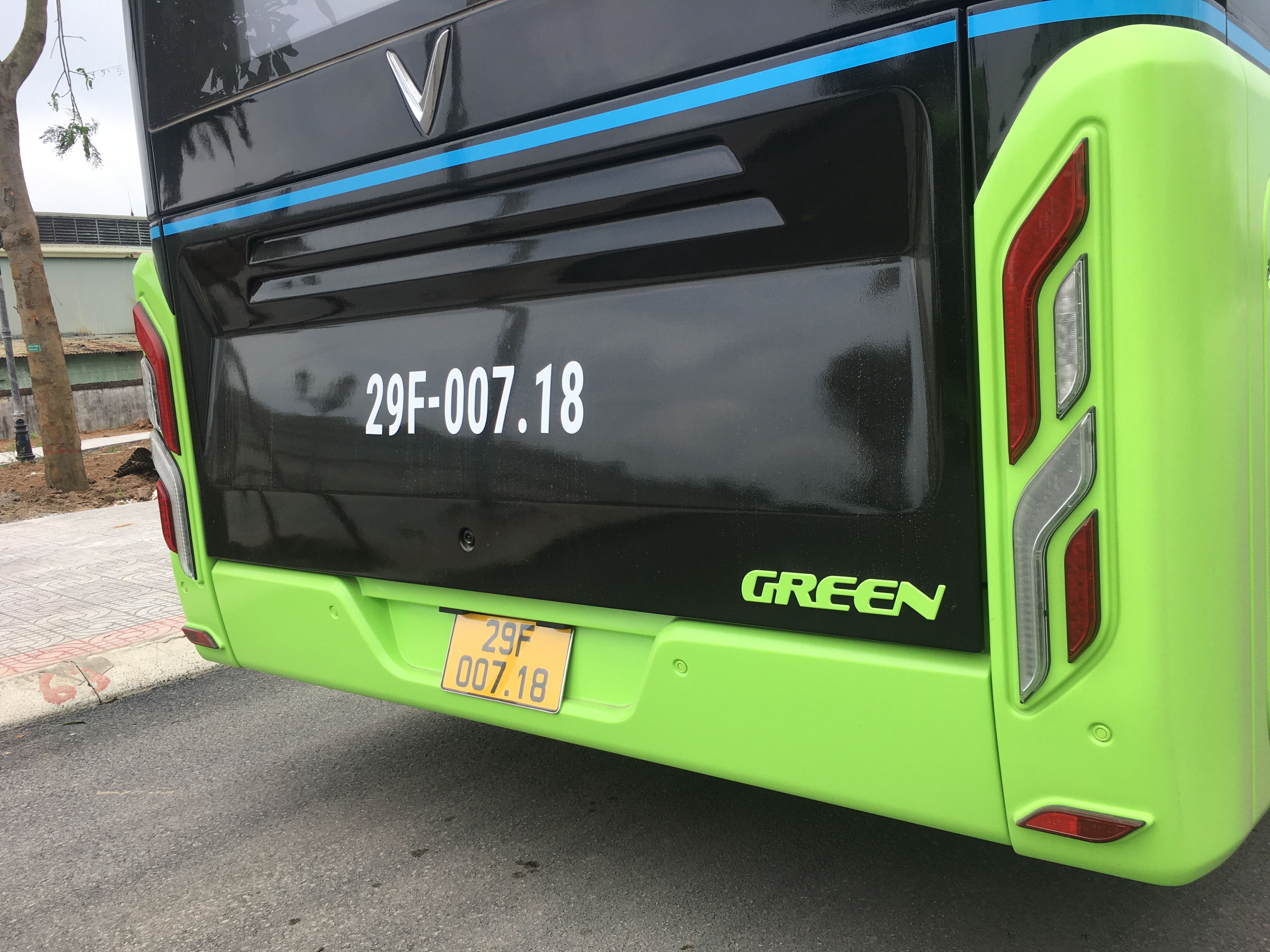
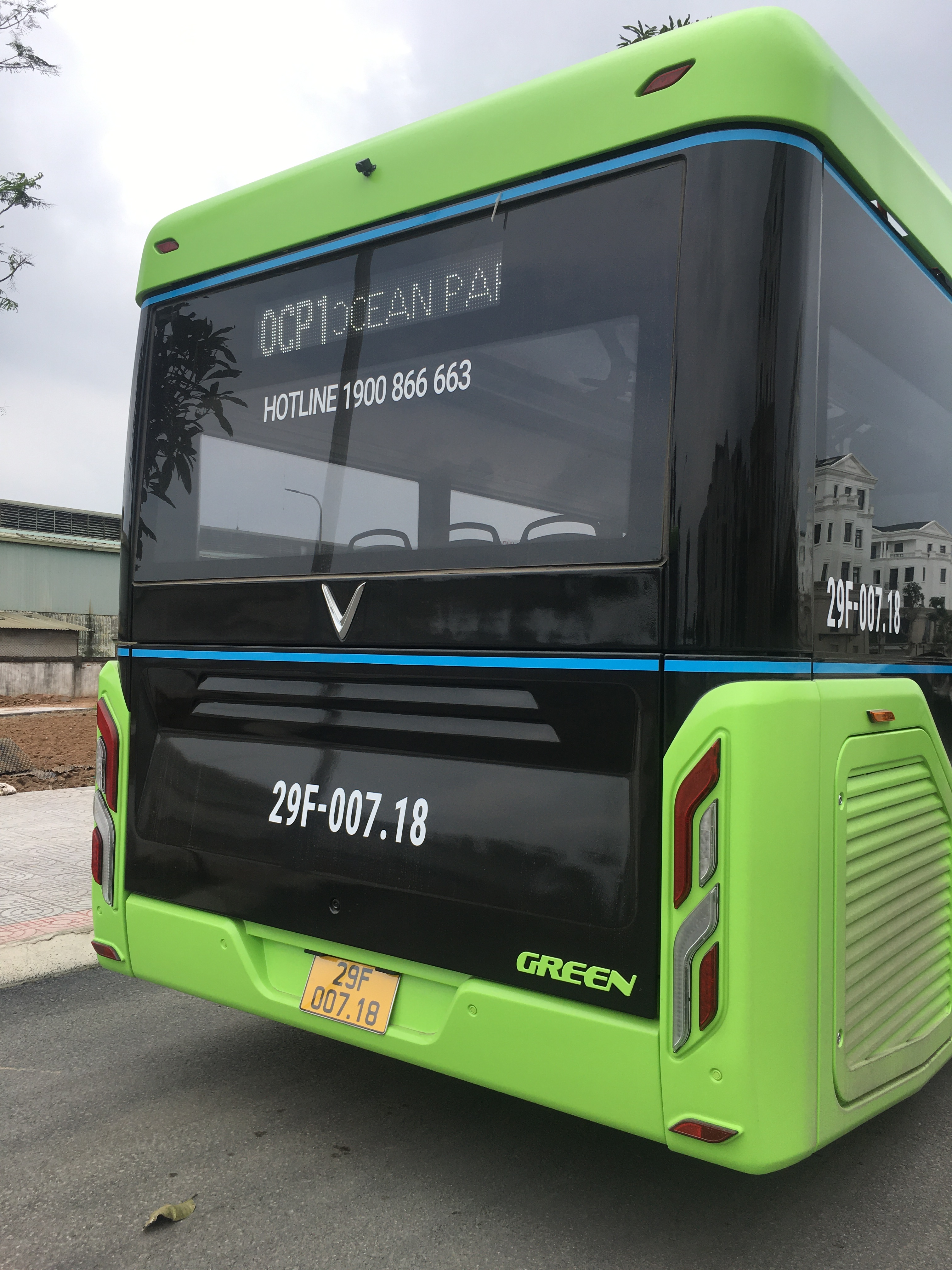